# Marienthal (Helperknapp)
Marienthal (Luxemburgisch: Mariendall, respektiv Marjendall) ist eine Ortschaft, die der luxemburgischen Gemeinde Helperknapp (bis 2017 Tüntingen) angehört, im Kanton Mersch. Im Jahre 2021 hatte der Ort 93 Einwohner. Das Erscheinungsbild der Siedlung wird durch die ehemalige Klosteranlage bestimmt.

## Geographie
Marienthal liegt im Tal der Eisch, nordöstlich von Ansembourg (Tuntange) auf einer Höhe von etwa 236 m. Es liegt in einer großen Flusskehre an einem Südhang, der von Hollenfels aus verläuft. Den Südhang nennt man auch Rëbben. Nicht weit entfernt ist die Reiterlee, nordwestlich davon befindet sich der Berggipfel des Buerggruef. Östlich von Marienthal liegt das Kollefeld von Marienthalerhof (lux. Mariendallerhaff).
Außer den Gebäuden des Klosters Marienthal befindet sich in Marienthal noch ein ehemaliges Restaurant an der Straße von Aansebuerg nach Recken. Ein vom Wasser der Eisch gespeister Graben verläuft zum Kloster und speist dort einen Forellenteich.

## Geschichte
Das Kloster Marienthal wurde im 13. Jahrhundert von Dominikanerinnen aus dem Kloster Straßburg gegründet und 1783 unter österreichischer Herrschaft durch Joseph II. aufgehoben. Im Jahre 1890 zogen die Weißen Väter in die verfallenen Gebäude ein. Nach dem Zweiten Weltkrieg diente es als Notunterkunft. In den 1990ern brachte Luxemburg hier einen Teil der Kontingentsflüchtlinge des Jugoslawienkrieges unter.
Nach und nach übernahm der Service National de la Jeunesse (SNJ), der nationalen Anbieter und Koordinator von Jugendarbeit in Luxemburg, das ehemalige Kloster. Schrittweise wurde es zu einem Bildungszentrum mit Jugendherberge ausgebaut. Heute werden neben den Unterkünften diverse Aktivitäten vom SNJ zur Verfügung gestellt. Die Palette reicht von erlebnispädagogischen Angeboten (Klettergarten etc.) bis hin zu Einrichtung der Medienbildung (Filmstudios etc.).

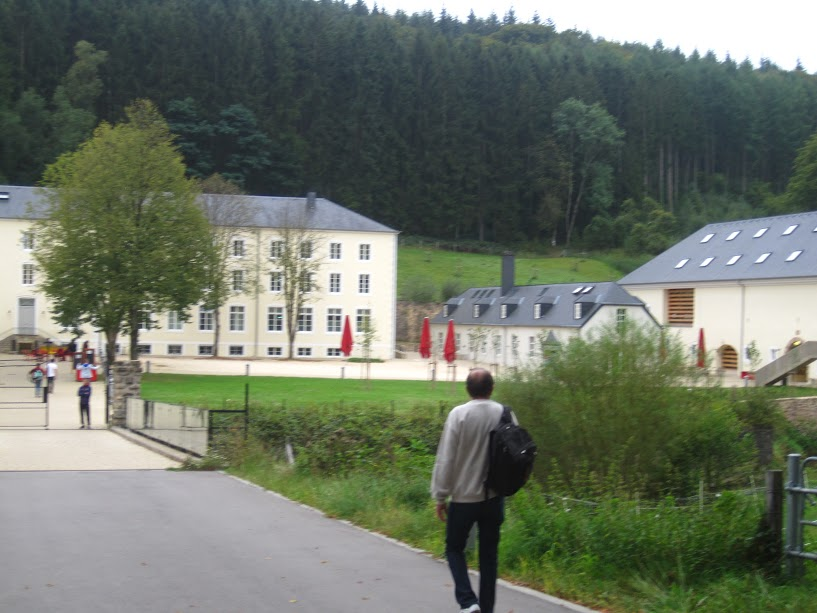
Marienthal, heute als Bildungseinrichtung genutzt
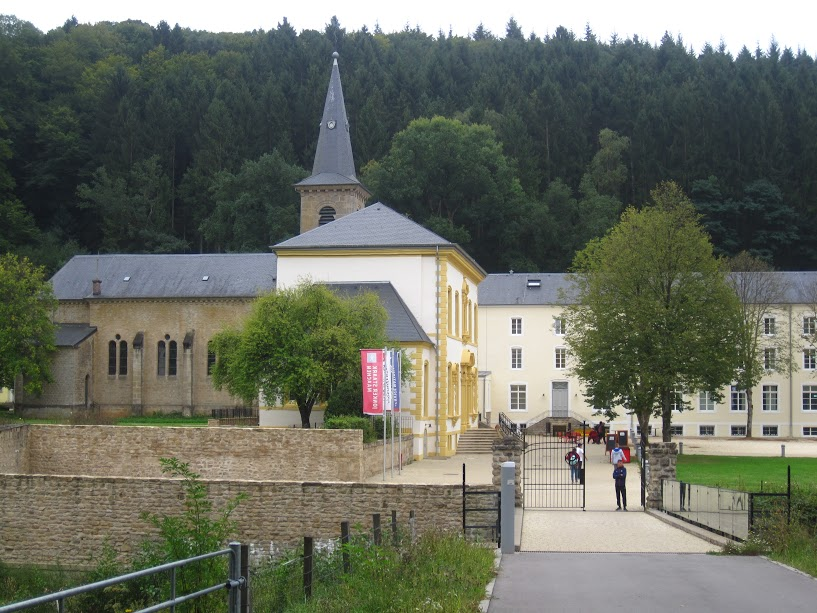
Blick über die ehemalige Klosteranlage
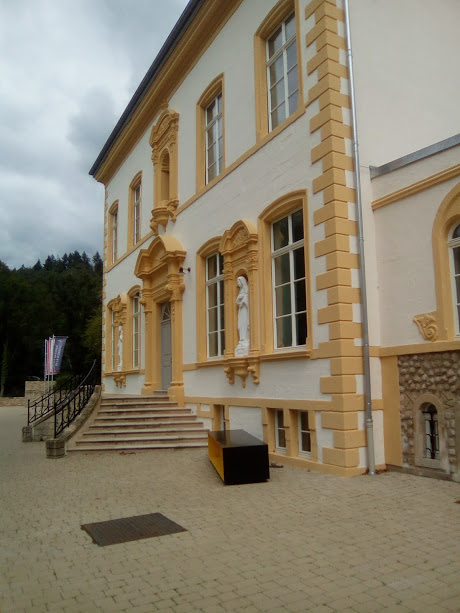
Rezeption ist die heutige Nutzung dieses Gebäudeteils